# Star Wars: Return of the Jedi (Original Motion Picture Soundtrack)
Star Wars: Return of the Jedi (Original Motion Picture Soundtrack) è la colonna sonora del film Il ritorno dello Jedi composta da John Williams. È un album pubblicato per la prima volta nel 1983 come Return of the Jedi (The Original Motion Picture Soundtrack) dall'etichetta discografica RSO Records. Negli anni è stato ripubblicato anche come Star Wars Episode VI: Return of the Jedi (Original Motion Picture Soundtrack).

## Tracce

### Lato A
1. Main Title (The Story Continues) – 5:09
2. Into the Trap – 2:36
3. Luke and Leia – 4:44
4. Parade of the Ewoks – 3:25
5. Han Solo Returns (At the Court of Jabba the Hutt) – 4:10
6. Lapti Nek (Jabba's Palace Band) – 2:49

### Lato B
1. The Forest Battle – 4:01
2. Rebel Briefing – 2:22
3. The Emperor – 2:41
4. The Return of the Jedi – 5:02
5. Ewok Celebration/Finale – 8:00

Totale: 44:59